# Hauer (Bergbau)

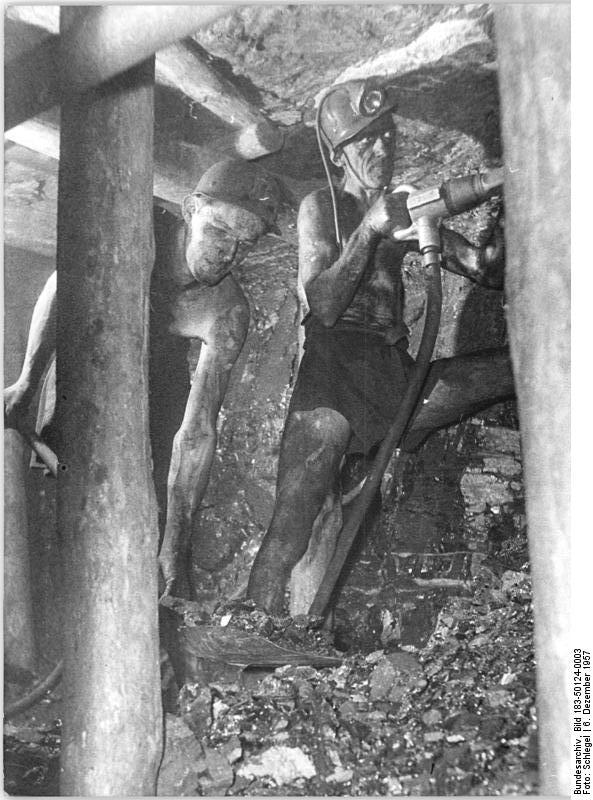
Hauer bei der Kohlengewinnung, 1957

Der Hauer, auch Häuer genannt, ist ein Beruf im Bergbau und bezeichnet einen Bergmann, der Bodenschätze und Gestein löst. Die Bezeichnung Hauer ist abgeleitet von „hauen“, einer Tätigkeit der Bergleute, bei der sie mittels spitzem und scharfen Gezähe das Gestein hereinhauen mussten. Als Hauer wurde später ein Bergmann bezeichnet, der erfolgreich die Hauerprüfung abgelegt hatte.

## Ausbildung
Im frühen Bergbau musste der Bergmann, bevor er seine Arbeit als Hauer verrichten konnte, zunächst einmal als Scheidejunge lernen, die Erze zu unterscheiden und das Erz vom tauben Gestein zu trennen. Anschließend wurde seine Ausbildung in der Grube fortgesetzt. Er musste zunächst als Hundtstößer, das war ein Transportarbeiter, weitere Fähigkeiten erlernen. Erst danach konnte er als Lehrhäuer die Fähigkeiten erlernen, die er später als Hauer benötigte. Diese Form der Ausbildung, das Aneignen von Wissen durch Erfahrung, wurde im Bergbau bis zum Ersten Weltkrieg praktiziert.
Ab den 1920er Jahren wurde die Ausbildung des Hauers aufgrund gewerkschaftlicher Forderungen gesetzlich geregelt. Da mittlerweile auch viele Tätigkeiten spezielle Kenntnisse erforderten, gab es im Bergbau nach und nach in den Gruben auch Handwerker, zunächst Schlosser, später dann auch Elektriker. Nach Ausbildung und bestandener Prüfung musste der Facharbeiter zunächst weitere praktische Erfahrungen sammeln, um anschließend die Hauerprüfung ablegen zu können. Diese bestand aus einem theoretischen und einem praktischen Teil.
Die Hauerprüfung konnte frühestens mit Erreichen des zwanzigsten Lebensjahres abgelegt werden. Zwischen der Knappenprüfung des Scheidejungen und der Hauerprüfung lagen mindestens zwei Jahre Berufspraxis. Nach bestandener Hauerprüfung erfolgte die feierliche Lossprechung.

## Hierarchie

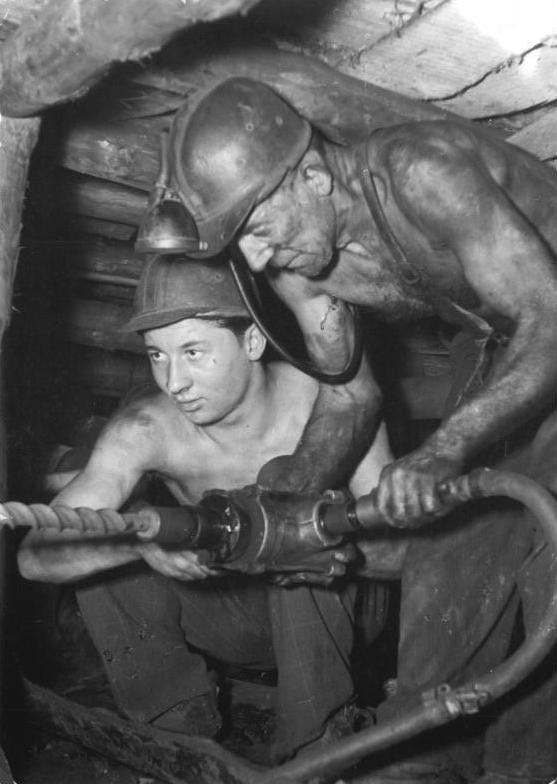
Bergarbeiter, 1952

Der unterste in der Hierarchie der Hauer war der Lehrhauer. Lehrhauer, auch Lehrhäuer genannt, waren angehende noch nicht ausgelernte Hauer. Sie waren dem Hauer unterstellt und mussten nach Anweisung des Hauers arbeiten. Ausgelernte Hauer, die den vollen Lohn erhielten, wurden Vollhäuer oder Doppelhäuer genannt. In der Aufbereitung des Bergwerks führten alte, ehemalige Hauer die Aufsicht über die Scheidejungen bzw. Knappen. Vorgesetzte der Hauer waren die Steiger, in einigen Bergwerken auch Dinghauer genannt, oder in kleineren Gruben der Hutmann. Von den anderen Bergleuten der Grube war der Hauer besonders angesehen, obwohl er ihnen gegenüber eigentlich keine Weisungsbefugnis hatte. Die Steiger, zu Beginn des staatlichen Bergbaus Beamte, waren später Angestellte.

## Berufliche Aufstiegsmöglichkeiten
Je nach Fleiß, Geschicklichkeit und Eignung konnten Hauer zum Hutmann oder zum Steiger befördert werden. Sogar eine Ernennung zum Schichtmeister, zum Berggeschworenen oder zum Bergmeister war möglich. Ende des achtzehnten Jahrhunderts wurde für Gruben- und Betriebsbeamte gesetzlich eine ingenieurmäßige Ausbildung an einer Bergakademie oder Bergschule gefordert. Aus diesem Grund konnte die Ausbildung der Steiger nicht mehr über eine betriebliche Weiterbildung erfolgen.
Hauer, die über eine langjährige Berufspraxis verfügten, die außerdem die Fähigkeit besaßen, Menschen zu führen und genügend bergmännische und technische Fähigkeiten hatten, konnten zum Aufsichtshauer oder zum Oberhauer befördert werden. Sie waren jedoch keine Aufsichtspersonen im bergrechtlichen Sinne, sondern hatten die Funktion eines Vorarbeiters.
Hatte sich ein Hauer in seiner Funktion besonders bewährt, wurde er zum Meisterhauer ernannt. Seine Aufgabe war es, den bergmännischen Nachwuchs technisch auszubilden. Für diese Aufgabe wurden die Meisterhauer in einem Vorbereitungslehrgang, der mit einer werksinternen Prüfung abschloss, speziell geschult. Meisterhauer wurden bei der Bergbehörde gemeldet. In der DDR gab es den Ehrentitel „Meisterhauer“ als staatliche Auszeichnung.
War ein besonders erfahrener Hauer länger als 10 Jahre unter Tage tätig und war er mindestens 35 Jahre alt, so konnte er bei Eignung zum Fahrhauer bestellt werden. Er musste dafür sowohl persönlich als auch fachlich geeignet sein. Die fachliche Eignung wurde in einem sogenannten Fahrhauerkurs, der als Befähigungsnachweis galt, nachgewiesen. Fahrhauer sind verantwortliche Personen im Sinne des Bundesberggesetzes und erhielten ein Bestellschreiben.

## Arbeitszeit und Lohn
Die Arbeitszeiten der Hauer waren regional verschieden und betrugen zwischen 10 und 12 Stunden, allerdings wurde die Zeit für die Fahrung nicht mitgerechnet. Für eine Woche Gedingearbeit erhielt ein Hauer im Jahr 1617 gerade mal 18 Mariengroschen. Für diesen Wochenlohn konnte man zu der Zeit noch nicht einmal ein Pfund Butter kaufen. Bis Anfang der 1950er Jahre gab es die 5-1/2-Tage-Woche mit 50 Stunden, wobei an den 5 Tagen zur Pause aufgefahren wurde; heute arbeitet der Hauer 7 Stunden täglich ohne aufzufahren. 
Um 1800 verdiente ein Bohrhauer etwa einen Wochenlohn von 20 Mariengroschen, hinzu kam ein Gedingegeld von 6 Mariengroschen. Um diesen Verdienst aufzubessern, verfuhren die Hauer des Öfteren sogenannte Neben- oder Weilschichten. Um eine Nebenschicht zu bekommen, musste ein Gesuch bei der Werksleitung eingereicht werden. Die Möglichkeit, eine Nebenschicht zu bekommen, war von der Anzahl der Kinder des Hauers abhängig. Mit den Weilschichten konnte sich ein Hauer 8 Mariengroschen hinzuverdienen, zusätzlich noch einmal 8 Mariengroschen für Nebenschichten. Dadurch bedingt blieben die Hauer teilweise 13–16 Stunden in der Grube. Eine Wochenarbeitszeit von 60 bis 70 Stunden war zu dieser Zeit die Regel. Insgesamt verdiente ein Hauer mit 3 Kindern pro Woche etwa 42 Mariengroschen. Erst Mitte des 19. Jahrhunderts änderten sich diese Bedingungen.

## Beruflicher Wandel
Während in den Anfängen des Bergbaus die eigentliche Arbeit des Hauers sehr vielseitig war und nicht nur darin bestand, das Erz hereinzugewinnen, spezialisierte sich im Laufe der Zeit die Arbeit der jeweiligen Hauer. So gab es Bohrhauer, Ganghauer, Strossenhauer, Schrämmhauer und Zimmerhauer.

### Bohrhauer
Bohrhauer waren für das Bohren und Schießen zuständig. Sie mussten Schießlöcher mit einer bestimmten Tiefe in den Felsen bohren. Dazu benutzten sie Bohrstangen, die sie von Hand mit einem Fäustel in den Felsen trieben.

### Ganghauer
Der Ganghauer, auch Gänghauer oder Gänghäuer genannt, war früher ein Hauer, der die Erzgänge herein gewinnen musste. Es gab auch früher Bergreviere, in denen der Ganghäuer ein Hauer war, der ein Berglehen oder Teile eines Berglehens besaß und dieses dann selber eigenverantwortlich bearbeiten musste. Später wurde die Bezeichnung Gänghäuer für einen Unteraufseher verwendet. Der Gänghäuer stand hierarchisch zwischen dem Doppelhauer und dem Untersteiger. Er hatte Dienstanweisungen an die Bergleute zu geben und musste den Hauern ihre jeweilige Arbeit zuweisen. Des Weiteren musste er das Schießpulver austeilen und das Aushalten der Erze beaufsichtigen.

### Strossenhauer
Der Strossenhauer war ein Hauer, dessen Aufgabe es war, Strossen nachzureißen.

### Schrämmhauer
Der Schrämmhauer, auch Schrämhauer, oder Schramhauer genannt, war ein Hauer, dessen Aufgabe das Schrämen war. Die Schramhauer schlugen mittels eines Schrämspießes einen Schram in das Gestein. Anschließend hauten sie weitere Schlitze in das Gestein, die alle genau die gleiche Tiefe hatten wie der Schram.

### Zimmerhauer
Zimmerhauer, auch Zimmerling oder Holzarbeiter genannt, waren Zimmerleute, die überwiegend in der Erstellung der Grubenzimmerung ausgebildet waren. Ihre Aufgabe bestand darin, die Grubenzimmerung herzustellen.

### Sonstige Unterscheidung
Nach der Bezahlung unterschied man:
- Gedingehauer
- Herrenhauer
- Lehnhauer

Die Gedingehauer (Gedingehäuer) bauten, gegen einen Festbetrag, in bestimmten Grubenabschnitten das Erz ab. Die Herrenhauer arbeiteten im Wochenlohn für den Grubenbesitzer, den Grubenherrn. Die Lehnhauer erwarben für einen gewissen Zeitraum das Schürfrecht in einem bestimmten Grubenabschnitt. Das hereingewonnene Erz verkauften sie dann an die Gewerken.

### Unterschiede im modernen Bergbau
Im heutigen modernen Bergbau hat sich der Beruf des Hauers noch mehr spezialisiert. Im bergmännischen Bereich unterscheidet man unter anderem:
- Strebhauer
- Hauer im Streckenausbau
- Bohrhauer
- Schachtzimmerhauer
- Stapelzimmerhauer

Für die Beförderung zum Hauer ist keine Hauerprüfung mehr erforderlich, sondern die bestandene Facharbeiterprüfung und eine bestimmte Berufserfahrung. Außer für den bergmännischen Bereich gibt auch es noch Elektrohauer und Maschinenhauer.

## Bildergalerie

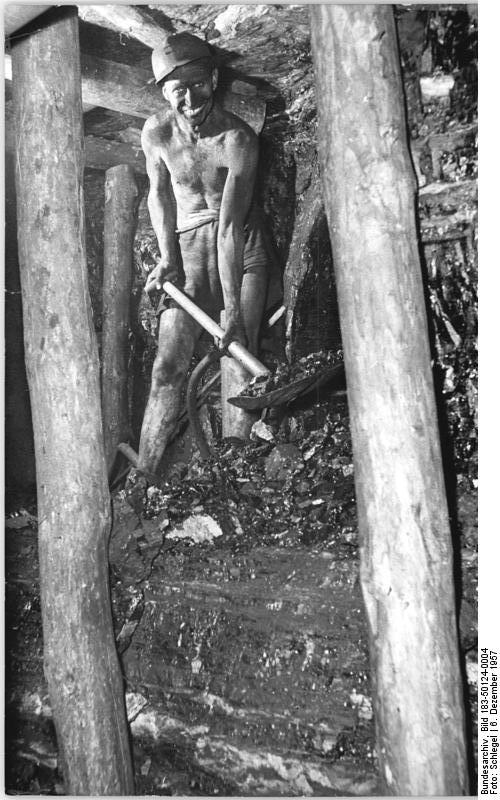
Ladearbeit, 1957
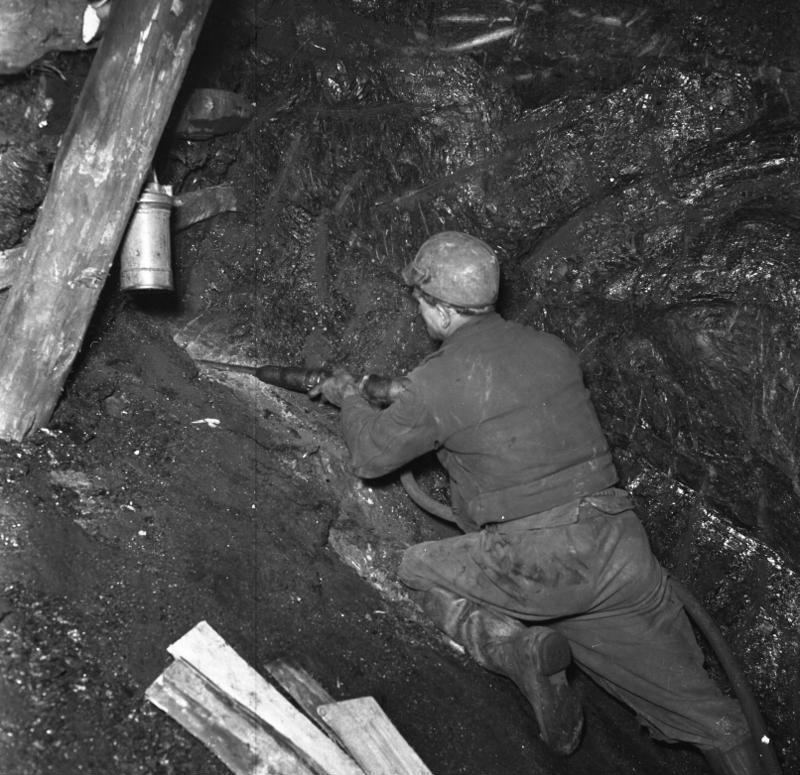
Kohlegewinnung in einem steilstehenden Flöz, Ruhrbergbau 1961
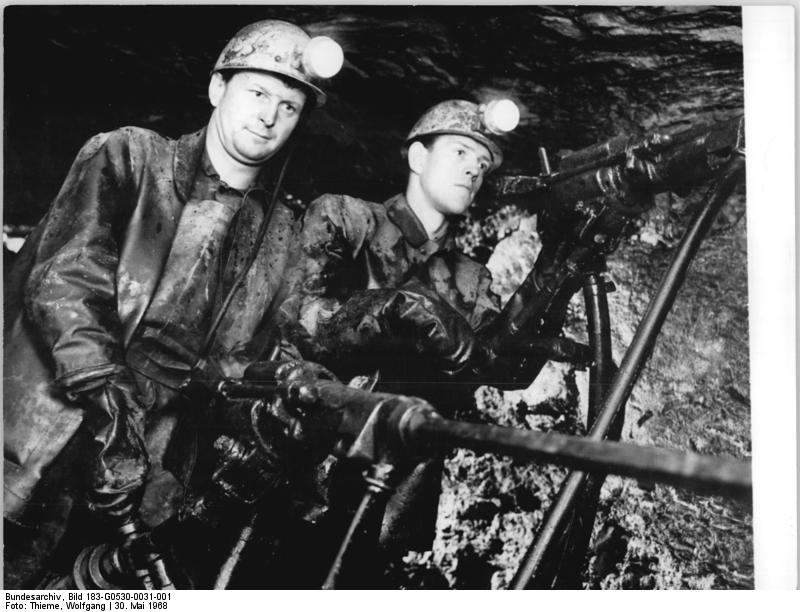
Streckenvortrieb im Erzbergbau, 1968
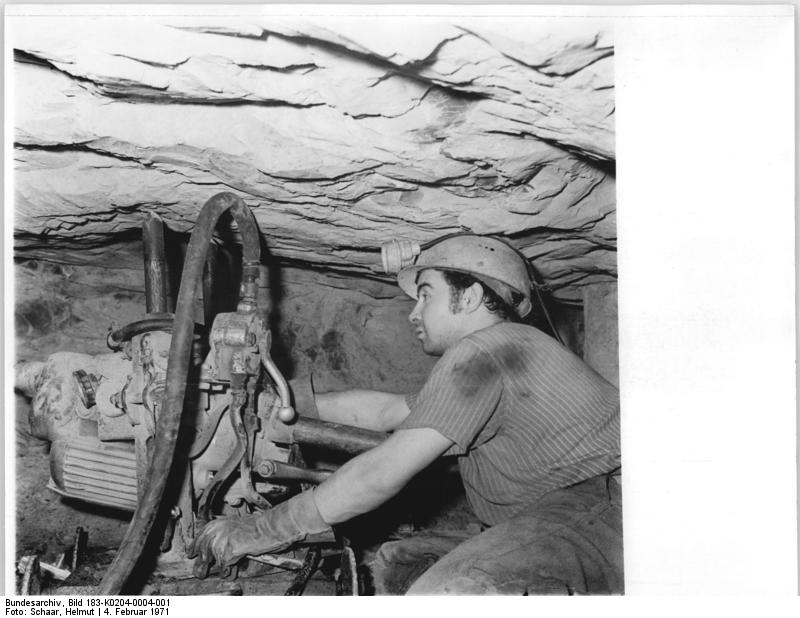
Horizontalbohren im Mansfelder Kupferschieferbergbau
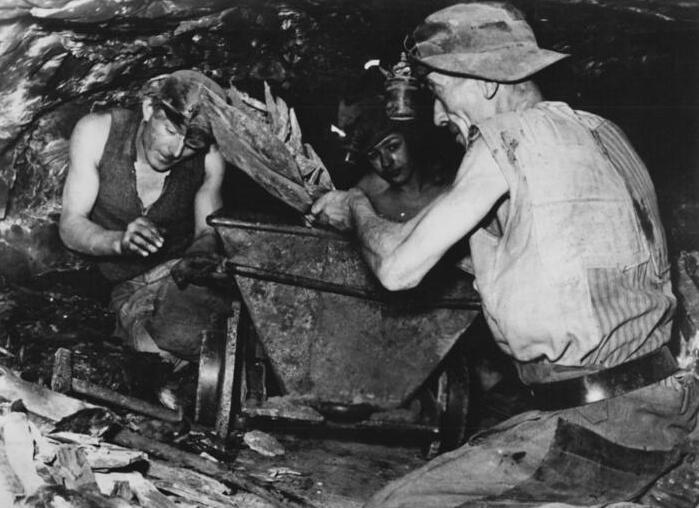
Wegfüllarbeit, Mansfelder Kupferschieferbergbau, 1952
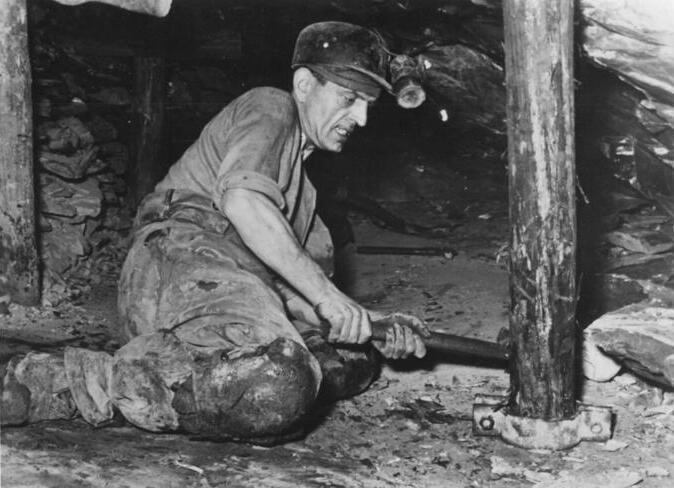
Ausbaueinbringung